# SketchSHE
SketchSHE ist ein australisches Comedy-Trio, das 2015 durch ihre Lippensynchronisationen bekannter Lieder Viralität auf den gleichnamigen YouTube- und Facebook-Kanälen erlangte. Die Mitglieder sind Shae-Lee Shackleford, Lana Kington und Madison Lloyd.

## Geschichte
Shae-Lee Shackleford und Lana Kington lernten sich auf einem Dreh für ein Werbevideo kennen und freundeten sich dort an. Shae-Lee hatte zu der Zeit bereits als Drehbuchautorin und Produzentin an einigen Film- und Videoprojekten gearbeitet; so schrieb und produzierte sie zum Beispiel im Jahr 2013 den 16-minütigen Kurzfilm The Anti-Social Network, in dem sie auch als Darstellerin mitwirkte. Kurz nach Lanas und Shae-Lees Zusammenarbeit beschlossen sie, gemeinsam erste Comedysketche zu drehen. Im Jahr 2014 lernte Lana ebenfalls durch ein Werbevideo Madison kennen, woraufhin diese sich den beiden anschloss. Gemeinsam drehten sie erste Videos und veröffentlichten diese Ende 2014 unter dem Namen SketchSHE. Anfänglich generierten die Videos kaum Klickzahlen und schnell ging der Gruppe das Geld aus. Da sie trotz allem weiterhin produzieren wollten, entschieden sie sich im März 2015, eine Lippensynchronisation zu Queens Bohemian Rapsody mit dem Titel Bohemian Carsody ohne Kostenaufwand im Auto mit dem Smartphone zu filmen. Durch das Video erlangte die Gruppe erstmals eine hohe Reichweite und machte die Medien auf sich aufmerksam. Ihr erfolgreichstes Video jedoch war das im selben Monat veröffentlichte „Mime through Time“, ein Mashup verschiedener erfolgreicher Musikstücke der letzten 70 Jahre, das abermals im Auto lippensynchronisiert wurde. Durch das Video wurde die amerikanische Moderatorin Ellen DeGeneres auf sie aufmerksam und lud sie in ihre Sendung ein. SketchSHE hatte seitdem unter anderem Auftritte bei Good Morning America und führte ihr Mashup auf dem Times Square auf. In einem Interview der Sendung Australian Morning TV wurden die drei Frauen gefragt, wie sie auf die Idee gekommen waren, Lippensynchronisationen im Auto zu drehen, woraufhin Shae-Lee antwortete:
„The car stuff, it’s like anyone who lives in Sydney knows you spend a lot of time in traffic […] it makes a lot more fun if you do that [lip-sync].“
2016 produzierten und veröffentlichten sie ihr vierteiliges Musical „Traffic Jam“.

## Mitglieder

### Shae-Lee Shackleford
Shae-Lee Shackleford (* 27. April 1986 in New South Wales) ist eine australische Schauspielerin, Regisseurin, Drehbuchautorin und Produzentin. Erfahrung als Schauspielerin hat sie durch die Teilnahme an verschiedenen Werbespots gesammelt, hauptsächlich jedoch erhielt sie Filmerfahrung durch eigene Kurzfilme wie „Pompa – A Granddaughters Tribute To Her Grandfather“ und „The Anti-Social Network“ sowie durch die Realisation von verschiedensten anderen Projekten wie Musikvideos oder Promotionsvideos. Auch in den SketchSHE-Videos entwickelt sie Ideen und führt Regie, wie zum Beispiel in „Traffic Jam“, in dem sie am Drehbuch mitgeschrieben hat und als Regisseurin tätig war.

### Lana Kington
Lana Kington (* 18. Februar 1990 in Biloela) ist eine australische Moderatorin, Autorin und Schauspielerin. Sie ist das jüngste Mitglied des Trios. Sie arbeitete unter anderem für MTV und Foxtel, erschien in verschiedenen Werbespots und schrieb für Zeitschriften wie die Maxim.

### Madison Lloyd
Madison Lloyd (* 18. Februar 1988 in Melbourne) ist ein australisches Model, das einen Universitätsabschluss im Bereich „Media and Communications/Journalism“ hat. Wie ihre Kolleginnen Shae-Lee und Lana spielte auch sie in verschiedenen Werbespots mit. Sie steht bei der australischen Modelagentur Wink Models unter Vertrag.

## Formate

### Lip-Sync
Das bekannteste Format von SketchSHE ist die Lippensynchronisation zu Musik. Meistens drehen sie diese in Autos. Zusätzlich gibt es Choreografien und teilweise auch Kostümierungen. Insgesamt wurden 14 Videos in diesem Format veröffentlicht.

### Traffic Jam Musical
Einer der neuesten Produktionen von SketchSHE ist das durch Crowdfunding finanzierte Musical Traffic Jam. Die Finanzierungsaktion generierte 40.000 australische Dollar. In der vierteiligen Reihe spielen SketchSHE sich selbst, nachdem sie einen Autounfall verursacht haben.

### Gemischtes
Ein Großteil der Videos sind Parodien; oftmals haben sie die sozialen Medien oder Jugendliche zum Thema.